# Luka Kostić
Luka Kostić (* 1958) ist ein ehemaliger jugoslawisch-isländischer Fußballspieler, der mittlerweile als Trainer tätig ist. Der zweifache jugoslawische Amateurnationalspieler, der später die isländische Staatsbürgerschaft annahm, wurde 1992 als Islands Fußballer des Jahres ausgezeichnet.

## Werdegang

### Spielerkarriere
Kostić begann seine Laufbahn bei NK Osijek. Mit dem Klub spielte er als defensiver Mittelfeldspieler in der ersten jugoslawischen Liga und wurde 1983 in die jugoslawische Amateurnationalmannschaft berufen.
Nachdem Kostić nach Island ausgewandert war, lief er ab 1991 für ÍA Akranes auf. Mit dem Klub schaffte er in seinem ersten Jahr den Aufstieg in die Landsbankadeild. Mit dem Klub wurde er 1992 isländischer Meister und im selben Jahr als erster ausländischer Spieler zu Islands Fußballer des Jahres gewählt. In der folgenden Spielzeit wurde der Meistertitel verteidigt und durch einen 2:1-Erfolg über Keflavík ÍF im Pokalfinale das Double gewonnen. 

### Trainerkarriere
Nach Ende seiner aktiven Laufbahn führte Kostić als Trainer UMF Grindavík 1994 erstmals in die Landsbankadeild. Zudem erreichte er mit dem Klub das isländische Pokalfinale, das jedoch mit einer 0:2-Niederlage gegen KR Reykjavík endete. 1996 übernahm er den Trainerposten bei KR Reykjavík. Mit dem Klub wurde er in seiner ersten Spielzeit Vizemeister hinter seinem ehemaligen Klub ÍA Akranes. Nach einem fünften Rang in der Folgespielzeit zog er zum Zweitligisten Víkingur Reykjavík weiter. Mit dem Klub stieg er in die Landsbankadeild auf, verpasste jedoch den Klassenerhalt. 2001 kehrte Kostić als Assistenztrainer zu KR zurück, wechselte aber nach einer Spielzeit erneut zu Víkingur.
2003 nahm Kostić ein Angebot des Knattspyrnusamband Íslands, des isländischen Fußballverbandes an. Zunächst trainierte er ausschließlich die U-17-Auswahl, übernahm ab 2006 aber auch die U-21-Nationalmannschaft. Als Trainer der U-17-Nationalmannschaft schaffte er erstmals die Teilnahme einer isländischen Landesauswahl bei einem internationalen Turnier, als sich die Mannschaft für die U-17-Fußball-Europameisterschaft 2007 in Belgien qualifizierte. 
Parallel zu seiner Trainerkarriere studierte Kostić an der Universität Island. 2008 schloss er sein Studium der Unternehmensführung sowie über Ernährung und Gesundheit ab.

## Erfolge und Auszeichnungen
- Isländischer Meister: 1992, 1993
- Isländischer Pokalsieger: 1993
- Islands Fußballer des Jahres: 1992